# Epistula Sisebuti
Epistula Sisebuti o Epistula metrica ad Isidorum de libro rotarum
Isidoro de Sevilla (560-636), además de sus estudios teológicos y filosóficos, también tuvo afición a escribir sobre la naturaleza y sus fenómenos, amparado por un sólido bagaje de conocimientos procedentes de la tradición grecolatina, y así escribió un tratado en prosa titulado De rerum natura (Sobre la naturaleza), en latín, a inicios del siglo VII, a petición del rey Sisebuto, que reinó en la Hispania visigoda entre los años 612 y 621.
Este libro pronto fue conocido en toda Europa, alcanzando una gran difusión, siendo también denominado como Liber Rotarum (Libro de las Ruedas), por las distintas ilustraciones que acompañaban el texto, las cuales tenían esa forma al tratar, normalmente, sobre fenómenos astronómicos. En este escrito se trataba de dar una visión clara y sintética del estado de la cuestión del conocimiento científico en su tiempo, y abarcaba diversas materias dentro de lo que podríamos llamar ciencias naturales, con un especial hincapié en la divulgación de la materia astronómica.
Seguramente Sisebuto no tuvo que insistirle demasiado al obispo sevillano para que escribiera este tratado, ya que Isidoro de Sevilla nunca había hecho ascos al estudio de algunas cuestiones científicas, es más, en algunos de sus libros anteriores ya había dejado caer algunas nociones que indicaban sus conocimientos sobre el mundo natural. Como es normal, y a diferencia de los clásicos, como Lucrecio (de cuya obra más famosa copia el título), la obra de Isidoro de Sevilla está llena de referencias cristianas, y está adaptada a la concepción teológica del autor.
Pero lo que hoy nos interesa no es tanto el estudio de los conceptos astronómicos de Isidoro de Sevilla, sino en una epístola/tratado (la Epistula metrica ad Isidorum de libro rotarum o Epistula Sisebuti) que, en verso y también en latín, le contestó el propio rey Sisebuto a Isidoro de Sevilla, tras recibir el libro cuya redacción había pedido. En esta carta el monarca trató de dar una explicación racional y precisa, sin caer en supersticiones, a los eclipses de Luna, primordialmente, y a los eclipses solares. A partir de entonces, el libro de Isidoro de Sevilla y la carta de Sisebuto fueron conocidos de forma conjunta.
Por los datos históricos que conocemos y por los que menciona el texto -así como por algunos hechos que no se mencionan en el mismo-, se puede llegar a suponer que su fecha exacta de redacción fue el año 612, es decir, en el mismo año del inicio del mandato de Sisebuto. Probablemente, a finales de agosto o en septiembre de dicho año. Pero, ¿en que circunstancias se escribieron ambos tratados?.

## Sisebutoy su tiempo
El rey godo Sisebuto, obtuvo dicho cargo electivamente -entre los nobles- tras el breve, pero intenso, mandato de dos años del rey Gundemaro -que falleció de muerte natural (circunstancia no muy habitual)-. Su reinado significó una cierta consolidación del poder de la monarquía visigoda y de la cultura romanizante, así como representó una especial protección de la religión católica (lo cual incluyó persecuciones de herejes -especialmente arrianos- y de nobles levantiscos, dictándose además durante su mandato una serie de medidas de control de la población judía). Amplió las posesiones de su corona en la península, en detrimento de los bizantinos, y trató de apaciguar una revuelta de vascos y cántabros.
Pese a que como monarca fue un hombre de su tiempo, en un período convulso, tenemos datos fehacientes sobre su notable afición a las ciencias y su conocimiento acerca de la mecánica celeste, según el modelo predominante entonces. Es muy posible que su gusto por la ciencia astronómica procediera de su período de aprendizaje y formación en el monasterio de Agali, cerca de Toledo, donde el estudio de los astros gozó de un gran predicamento entre un cierto número de monjes de esa época, que supieron cultivar esta ciencia rescatando el saber de los "antiguos". Su obra ha sido estudiada y debatida por numerosos especialistas en historia de la ciencia.

## Génesis deDe Rerum naturay de laEpistula Sisebuti
Siempre difícil señalar cuales son las causas directas que motivan la realización de una obra científica. En ocasiones, cuando la misma es impulsada por un poder político, como es este caso, se piensa que el origen de la misma debe relacionarse con los hechos históricos que se vivían en el momento. Así, el motivo de la petición, y del interés del monarca por la astronomía en ese tiempo, se debió a una serie de acontecimientos astronómicos de cierta relevancia que coincidieron a lo largo de un año y medio sobre el suelo de la península ibérica, y que fueron visibles por toda la población.
Así, en el año 611 hubo un eclipse parcial de Luna y uno total (el 4 de marzo y el 29 de agosto, respectivamente). El primero de ellos pasó por la tarde, y no fue posible ver su parcialidad dado que el fin de la misma coincidió con la salida de nuestro satélite, situado en la constelación de Leo, por el este, a las 18h 15m.
Fue de tipo penumbral principalmente, por lo que dudamos que casi nadie se apercibiera del mismo. Sin duda fue más visto el segundo, total, aunque las horas no parezcan muy indicadas, dado que el inicio de su fase penumbral fue hacia las dos de la madrugada, de la parcialidad hacia las 3h 15m, no empezando la totalidad hasta las 4h 20m (la Luna se puso a las 5h 45m, cuando aún estaba eclipsada en su totalidad). La Luna se hallaba entonces en la constelación de Acuario, muy cerca de Saturno.
En el año 612, hubo, además, otros dos eclipses parciales de Luna visibles desde Hispania. El primero tuvo lugar el 22 de febrero, con nuestro satélite en la constelación de Leo, más o menos cerca de la estrella Regulus, llegando a tapar la sombra de la Tierra, en el momento de su máximo eclipsamiento, hacia las 6h 35m., el 59% de la Luna (la cual se puso hacia las 7 h, con medio satélite aún eclipsado), y el otro el 17 de agosto, con la Luna de nuevo en la constelación de Acuario, cuyo máximo del 40% se vio en Toledo hacia las 5h 35m, poco antes de ocultarse nuestro satélite.
A todo eso hemos de sumar que en el mediodía del 2 de agosto del año 612, hubo, además, un eclipse parcial de Sol, en el que se oscureció el 87% de su superficie a su paso por Toledo a las 16h 15m. La línea de la centralidad iba desde la zona de Moscú, pasando por el sur de Italia y Túnez hasta el Sáhara. Como es obvio, fue visto como parcial en toda la península ibérica.
Para algunos autores todos estos hechos, en una época plena de supersticiones (sólo hay que ver la lucha infatigable de los obispos y prelados cristianos en los inicios de la alta Edad Media contra las herejías y prácticas aún profanas que se seguían dando en los diferentes estados que entonces componían la Europa occidental), produjeron una cierta alerta y un cierto nerviosismo en la población hispana de la época, dado que el notable número de eventos astronómicos en tan poco tiempo, asociados a la llegada de un nuevo rey, no pudo dejar ser visto como algo alarmante, especialmente por los nobles contrarios o por las comunidades de seguidores de prácticas tenidas entonces como heréticas.
Además de eso, ciertos autores ilustrados, entresacaban de la lectura del libro del Apocalipsis la posibilidad de un cercano fin del mundo, que muchos esperaban ya (algunos con menos ganas que otros), y que vendría precedido por grandes señales en el cielo, según el mismo Gregorio Magno había escrito en una carta enviada al rey anglosajón Edilberto en el año 601.
Posiblemente Sisebuto entendió que quizás dicha alarma social le podía costar cara a él. Como hemos comentado antes, eran aquellos tiempos fáciles para el cambio rápido de reyes por la vía más violenta, y cualquier excusa era buena para ello (recordemos que se supone que el mismo Sisebuto, pese a todo, acabó muriendo envenenado -según escribe Isidoro de Sevilla-, y su sucesor, su hijo de corta edad Recaredo II reinó sólo unos días). 
Quizás, por todo ello, se decidió a pedir al hombre más respetado, prestigioso y sabio de su corte, como era Isidoro de Sevilla, que le escribiera un texto en el que se diera cuenta con una explicación lo más racional posible, de aquella serie de fenómenos. El libro, pues, pudo haber sido escrito en contra de los temores de supersticiosos, alentados desde cierta nobleza, y trataba de, buscando en los textos clásicos, dar una explicación a los sucesos que se habían visto.

## Otra explicación alternativa
Pese a que esa explicación sobre las causas de la escritura del libro de Isidoro de Sevilla y del pequeño tratado de Sisebuto es posible que sea correcta, no nos lo parece a nosotros. Las razones para dudar son de índole astronómica.
Así, hemos de pensar que desde al año 601 al 610 se habían podido ver numerosos eclipses parciales de Sol y de Luna desde el mismo Toledo. Desde la capital del reino visigodo, se habían podido presenciar un total de seis eclipses solares parciales entre dichos años (casi uno por año). 
Pese a que el del 26 de octubre del año 607 fue semimpreceptible y sólo cubrió un 3% de la superficie del Sol, el del 12 de agosto del año 603 oscureció el 97% del mismo, pasando la línea de centralidad cerca de Barcelona y por el norte de la península ibérica. Otro muy vistoso debió ser el parcial del 26 de diciembre del año 604, que llegó a tapar el 77% del Sol, y que fue un eclipse solar anular visible sólo desde el norte de África.
También, como es normal, se pudieron ver desde Toledo, entre los años 601 y 610, unos trece eclipses de Luna más (una media superior a uno por año), todos de tipo penumbral o parcial, como también lo fueron los de los años 611 y 612. E incluso hubo uno total el 16 de julio del año 604, hacia las 21 h.
No podemos creer, pues, que hubiera nada especial en los sucesos astronómicos de los años 611 y 612 que motivaran la redacción de estos trabajos sobre ciencias naturales. Como hemos podido ver, la ocurrencia de los fenómenos no fue superior a lo normal ni en cantidad ni en espectacularidad.
Creemos que la verdadera razón de la redacción de estos dos tratados fue el mero gusto de una época en la que hubo un cierto renacimiento del conocimiento de la tradición grecolatina, y a un rey y una corte medianamente ilustradas, que gustaban de la lectura de estas obras en sus no demasiadas horas de paz, tal como el mismo Sisebuto indica al inicio de su poema, donde no se observan miedos latentes a revueltas sociales. 
Aún en el caso de que en su tiempo hubiera habido alguna alarma (tampoco nos extrañaría), dudamos que los alarmados llegaran nunca a leer ni el tratado de Isidoro de Sevilla ni el de Sisebuto, ni que lo que en ellos se expresa fuera comprensible por una población en su amplísima mayoría analfabeta (¿qué proporción de los posibles alarmados se podría calmar con unos textos de las características de los que mencionamos?). 

## La explicación de loseclipses de Lunay de loseclipses solaresporSisebuto
Su explicación se basa en la concepción aristotélica del cosmos. El Universo que describe Sisebuto es geocéntrico con una Tierra inmóvil en torno a la cual gira la Luna, el Sol y los demás astros (fijos o errantes). La Luna sería el cuerpo celeste más próximo a nuestro planeta y la misma serviría como frontera entre dos partes diferentes del cosmos, la sublunar (que iría desde la Tierra a la Luna), en el cual todo sería corruptible, y la supralunar, en la cual habría un éter incorruptible y eterno, y donde todos los movimientos serían uniformes y en círculos perfectos. Sisebuto, en su explicación, emplea una metáfora para aclarar los conceptos que emplea, y compara el movimiento de los astros por el cielo con una carrera de carros en torno a un punto central inmóvil (la Tierra).
Al principio de sus versos, dirigidos a Isidoro de Sevilla, y a modo de introducción, le dice que le envidia la calma en que transcurre su vida, en comparación con la suya, llena de avatares y de guerras. Después entra en materia y pasa a explicar por qué pierde en ocasiones la Luna su brillante faz de nieve. Evidentemente, señala, no es debido a las causas supersticiosas que muchas gentes creen. Según él, la Luna, que carece de luz propia (lo cual le permite explicar los eclipses de Luna y también los eclipses solares) evoluciona en su órbita inviolable, a través del éter, pero hay un determinado momento en la misma en que la Tierra le priva de los rayos del Sol -que se halla en su apogeo- al estar situada su enorme masa en medio. Cuando los rayos de luz solares, que se expanden libres por todo el Universo, se encuentran con nuestro planeta Tierra, se forma una pirámide (usa este término y no el de cono, que parecería más correcto, como después comentaremos) de sombra por la parte diametralmente opuesta a donde se halla el Sol. Al entrar allí la Luna cuando está llena, la luz que refleja empalidece y se apaga, lo cual dura hasta que sale de dicha pirámide de sombra (los demás astros -fijos y errantes- sí tienen luz propia, y además nunca se ven afectados por la pirámide de sombra de la Tierra por lo que no empalidecen ni se eclipsan). Como quiera que según esta explicación a cada plenilunio debería corresponder un eclipse de Luna, Sisebuto nos recuerda que la órbita de la Luna es oblicua, y que sólo en ocasiones su plenilunio es interrumpido por la órbita de la Tierra. Para producirse los eclipses es igual la posición del Sol, no importando que se halle sobre la vertical de la Tierra o desde un eje oblicuo.
A los eclipses solares apenas les dedica unas pocas líneas para señalar que la coincidencia entre el curso del Sol y el curso oblicuo de la Luna, hace que la segunda tape al primero, apagando momentáneamente su luz. Un problema surge en su explicación. Si las órbitas son circulares, todos los eclipses serían anulares y nunca totales, dado que el tamaño de la Luna nunca podría tapar todo el disco solar (si la Luna puede ser tapada por la pirámide -según el autor llama al cono- de la sombra de la Tierra, su tamaño no podría jamás tapar al Sol si las órbitas fueran perfectamente circulares).
De lo que indica en el texto se deducen varias cosas. Por una parte la creencia, al igual que Isidoro de Sevilla, en un mayor tamaño del Sol que de la Tierra (hasta 18 veces), así como un menor tamaño de la Luna. Asimismo nos recuerda (sin dar cifras) la enormidad de la distancia que nos separa del Sol, lo cual es necesario para que la pirámide de la sombra terrestre se alargue hasta llegar a la Luna. No habla de los planetas de forma separada de las estrellas. Los mismos no serían eclipsados al no caer nunca dentro de la sombra de la Tierra. 
La no mención de Mercurio ni de Venus, tal vez nos puedan hacer suponer que Sisebuto creía que los mismos se hallaban situados más allá del Sol, aunque ello es sólo una hipótesis.
¿Creía Sisebuto que la Tierra era redonda?. Aunque la idea de una tierra esférica había sido muy común en la antigüedad clásica, contó con menos favores en el período patrístico cristiano que va desde fines de la antigüedad clásica hasta el inicio del escolasticismo, así es posible que el mismo Isidoro de Sevilla -es discutido- creyera en una Tierra en forma de disco plano, aunque ello no es seguro. Posiblemente jamás en Europa, desde el mundo clásico griego y quizás ya antes, en ningún ambiente medianamente conocedor del mundo natural ha habido dudas de que la Tierra es esférica.
Pese a que también hay discusiones, en el caso de Sisebuto su creencia en una tierra esférica, parece desprenderse de la lectura de su texto, ya que habla de umbra rotae (sombra redonda) y de globus. El proceso de un eclipse en su conjunto (un Sol que al girar ocasiona siempre una forma igual en la sombra que es cortada por la Luna) también implica una tierra en forma de esfera.
Y todo ello a pesar de que indique que la sombra de la Tierra tiene forma de pirámide y no de cono. Ya que hemos de pensar en que el hecho de que la sombra de nuestro planeta tuviera forma de pirámide implicaría una Tierra en forma cuadrada, pero el hecho de que los eclipses se puedan producir tanto cuando el Sol está directamente sobre la vertical de la Tierra como cuando son oblicuos, implica que la Tierra debe ser esférica, ya que la forma de la sombra de un cuadrado o de un cubo varían según sea el ángulo de incidencia de los rayos solares sobre dicho cuerpo. 
La mejor explicación sobre porqué usa el término pirámide y no cono se deba al uso no muy preciso de dicho término en su época, tal como la imprecisa definición que de la misma da Isidoro de Sevilla en sus Etimologías.
Pese a su admiración al sabio hispalense, no siguió al pie de la letra sus teorías, y así su creencia en la luminosidad propia de las estrellas y de los planetas contradice a Isidoro de Sevilla, que pensaba que éstas no tenían luz propia y que eran iluminadas por el Sol, al igual que lo era la Luna.